# Campionato europeo a squadre miste di badminton 1972
Il Campionato europeo a squadre miste di badminton 1972 si sono svolti a Karlskrona, in Svezia, dal 12 al 16 aprile 1972. È stata la 1ª edizione del torneo, organizzato dalla Badminton Europe.

## Partecipanti
Hanno partecipato al campionato europeo 12 squadre:
- Austria
- Cecoslovacchia
- Danimarca
- Galles
- Germania Ovest
- Finlandia
- Inghilterra
- Irlanda
- Paesi Bassi
- Scozia
- Svezia
- Jugoslavia

## Podi
| Evento       | Oro         | Argento   | Bronzo         |
| Torneo misto | Inghilterra | Danimarca | Germania Ovest |

## Classifica finale
| Rank | Team           |
| ---- | -------------- |
| 1    | Danimarca      |
| 2    | Inghilterra    |
| 3    | Germania Ovest |
| 4    | Svezia         |
| 5    | Scozia         |
| 6    | Paesi Bassi    |
| 7    | Irlanda        |
| 8    | Austria        |
| 9    | Cecoslovacchia |
| 10   | Galles         |
| 11   | Jugoslavia     |
| 12   | Finlandia      |